# Lada Samara
A Lada Samara egy kiskategóriás autó, amelyet az orosz (korábban szovjet) AvtoVAZ autógyár gyártott 1984-től 2013-ig. A kocsit sokáig csak a külföldi piacokon árulták „Samara” néven, a hazai piacon kizárólag „Szputnyik” (útitárs) néven szerepelt egészen 1991-ig, amikor megjelent a szedán változat, ezután az örökölte a Szputnyik nevet, a ferde hátú pedig Samara lett. Az autó gyártása 2013-ban fejeződött be.

## Története

### Tervezés, fejlesztés

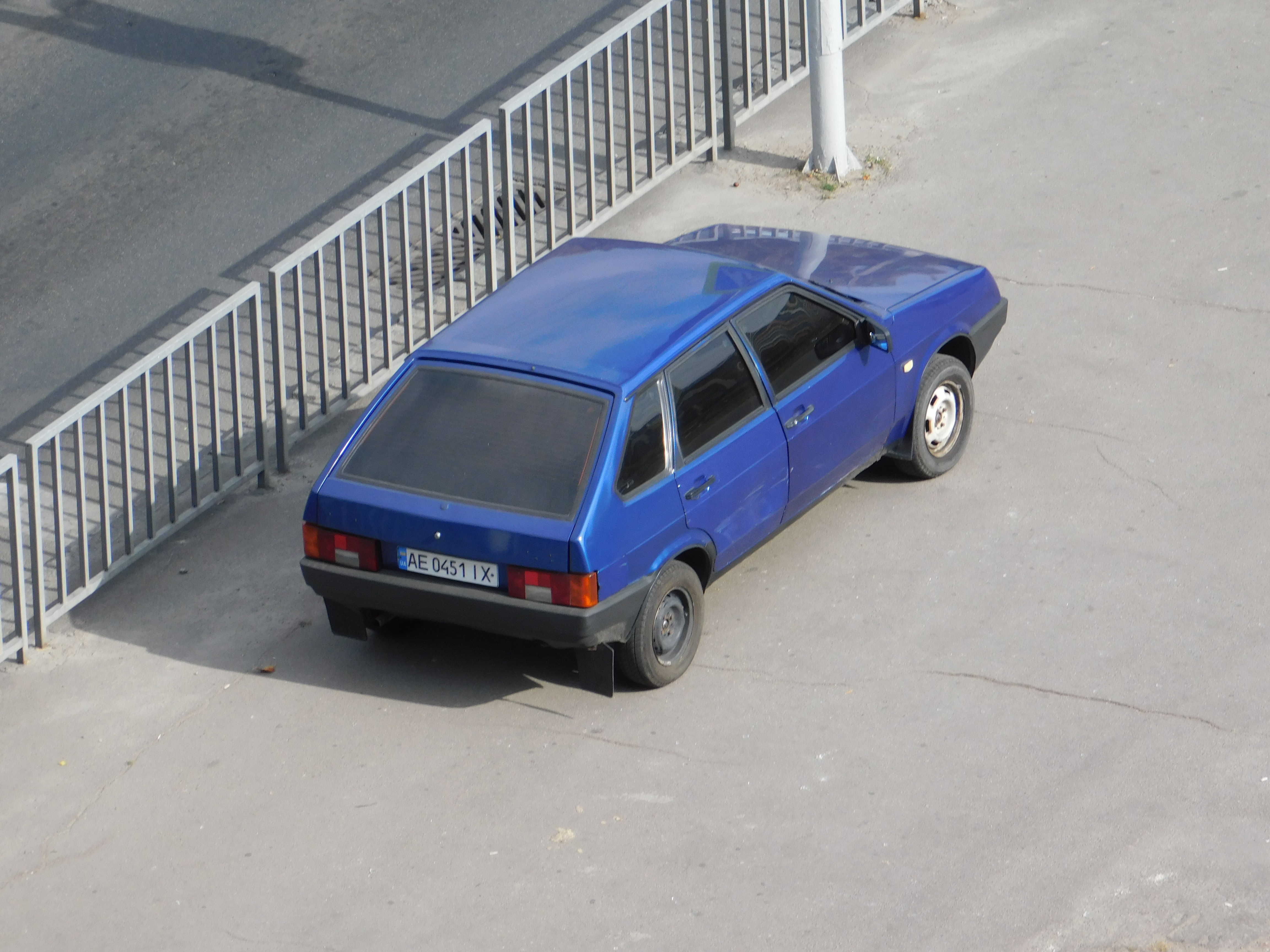
VAZ–2109 (ötajtós)

A Samarával a Lada a klasszikus, Fiat 124-re épülő széria sikerére kívánt építeni, és egy olyan autót létrehozni, mely robusztus felépítésű, olcsón fenntartható és modern kinézetű. A kocsi háromféle karosszériával készült, három- és ötajtós ferde hátúval, valamint négyajtós szedánnal. Szintén háromféle benzinmotorral szerelték: 1,1 literes, 1,3 literes és 1,5 literes változatban volt elérhető. A Lada remélte, hogy a Samarával fel tudják venni a versenyt a többi gyártóval az európai piacon. A Niva után ez volt a gyár második modellje, melynek tervezésekor nem a Fiat valamelyik autóját vette alapul.
Az AvtoVAZ az 1970-es évek elején már elkészített egy VAZ-1101 névre hallgató, a Fiat 127-re épülő prototípust. Ennek a továbbfejlesztéséből született meg 1976-ban a háromajtós, 900 cm³-es "Ladoga" prototípusa. 1979. december 31-én készült el a VAZ-2108 (az első generációs Samara) első próbaváltozata. Az autó tervezésekor az AvtoVAZ mérnökei olyan potenciális konkurens típusokat vizsgáltak meg közelebbről, mint a Volkswagen Golf, az Opel Kadett D, a Ford Escort Mk III és a Renault 9. A kocsi otthon Szputnyik néven került piacra, de gyakrabban emlegették "Vószem" (nyolc) néven a gyári kódszám utolsó számjegye után. A külföldi piacra készülő autók neve Samara lett, a Szamara folyó, a Volga egyik mellékfolyója után. A sorozatgyártás 1984. december 18-án kezdődött meg.
A Ladánál úgy tervezték, hogy a kocsi megjelenése után azonnal kapható lesz 1,1 literes, 1,3 literes és 1,5 literes, négyhengeres motorral is, de a kezdetekben csak az 1,3 literes erőforrás (és a háromajtós ferde hátú karosszéria) volt elérhető. A motorok tervezésébe a Porsche Engineering is besegített, sőt, egyes nyugati megfigyelők szerint az autó más technikai elemeinek megtervezésénél is segédkeztek az AvtoVAZnak.
A neves német autógyár segítsége ellenére a Samara nem tudott akkora sikert elérni, mint a VAZ–2104, VAZ–2105 és VAZ–2107-es széria, bár az elsődleges célját elérte a Lada, azaz sikerült egy erős felépítésű, modern kinézetű, olcsó és olcsón fenntartható kocsit építenie. A Samaráknak gyakran felrótták a gyenge vagy legalábbis megkérdőjelezhető összeszerelési minőséget és a rossz minőségű anyagokból készült belső teret és kezelőszerveket. Ez utóbbit a Lada korábbi modelljeivel kapcsolatban is sokszor felhozták. A fröccsöntött műanyagból készült hűtőmaszk miatt is sok kritikát kapott a kocsi, mivel egyesek szerint csúnya volt és olcsóságot sugárzott. A tulajdonosok ezeket gyakran lecserélték utángyártott, mutatósabb darabokra, sőt, időnként maguk a kereskedők is megtették ezt.

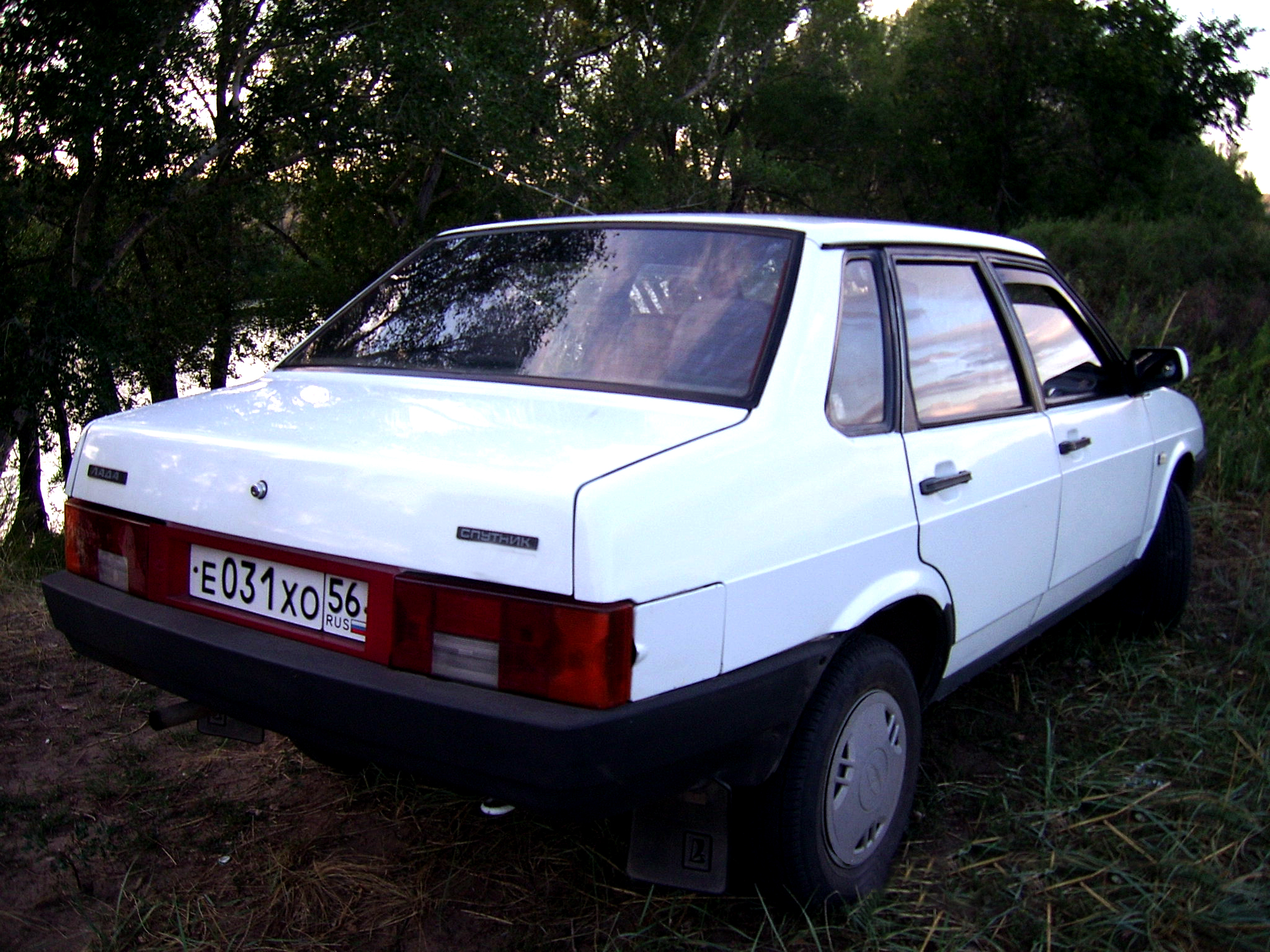
VAZ–21099 (négyajtós szedán)

A sokat szidott hűtőmaszkot később a gyár is lecserélte és egyéb változtatások is történtek a kocsin, például megjelentek az injektoros motorok, hogy a külföldi piacra szánt Samarák megfeleljenek a szigorúbb károsanyag-kibocsátási szabályoknak is. A hosszú ideje tervezett szedán változat (VAZ-21099) végül 1990-ben jelent meg. Ennek a belsőtere és az eleje is kissé eltérő volt a ferde hátú Samaráétól, a gyár ezzel szerette volna kifejezni, hogy egy különálló modellről van szó. A hagyományos Samarák elején a fényszórók körüli rész egy különálló karosszériaelem volt, a szedánon azonban az elülső oldalelemek egy részből álltak, valamint a hűtőrácsa is eltérő volt a ferde hátúétól. Később már a három- és ötajtósokat is ilyen első résszel készítették, először csak 1,5 literes motorral szerelt változatok kapták meg ezt a dizájnt, majd a kisebb, 1,1 literes és 1,3 literes motorú változatok is így készültek.

### Különleges modellváltozatok
A Samarából VAZ-415 gyári kódszám alatt nagyon kis példányszámban készültek 2x654 cm³-es Wankel-motorral szerelt változatok is, amit csak Oroszországban árultak. Megbízhatatlansága miatt nem kezdett bele a Lada a komolyabb sorozatgyártásba, az elkészült darabokat többnyire a rendőrség és egyéb biztonsági szervezetek vették meg és elfogóautóként használták őket. 1985-ben készült egy farmotoros, összkerékhajtású raliváltozat, 1987-ben pedig egy középmotoros, Samara-EVA nevű verzió, 1860 cm³-es, 300 lóerős, 16 szelepes turbómotorral. Két évvel később készült el a még erősebb Samara S-Proto, mely 350 lóerő leadására volt képes. A leghíresebb versenyváltozat a Samara T3 volt, mely 1990-ben hetedik, 1991-ben pedig ötödik helyen végzett a Dakar-ralin, pilótája pedig Jacky Ickx volt. Ebben a kocsiban azonban meglehetősen kevés alkatrész volt az eredeti Samarából, a Porsche 959 összkerékhajtási rendszerét használta és egy 3,6 literes, hathengeres Porsche motor került bele. Kifejlesztésében a francia tulajdonú Lada-Poch, az orosz Autóipari és Fejlesztési Kutatóintézet (NAMI), valamint a Tupoljev repülőgépgyár is részt vett.

## Export
A Samarát világszerte árulták, került belőle Ausztrália, Kanada és a legtöbb európai ország piacaira is. A különböző felszereltségi szinteket a kereskedők határozták meg és ők is végezték el az ehhez szükséges kisebb-nagyobb változtatásokat. Néhány országban csak a kocsira kerülő feliratok különböztették meg az import modelleket az Oroszországban kapható Samarától, de Belgiumban, Franciaországban, Németországban és egy rövid ideig Ausztráliában például piacra került egy kabrióváltozat is, melyet sehol máshol nem lehetett kapni. Egyes országokban az autó eltérő neveken futott, ez főleg a VAZ-21099-esre, azaz a szedán változatra volt jellemző, mely Franciaországban "Sagona", Belgiumban "Diva", Németországban "Forma", Ausztráliában pedig "Sable" volt a neve.
Néhány országban, ahol a dízelmotoros autókra kedvezőbb adózási szabályok vonatkoznak – például Franciaországban és a Benelux államokban -, a Samara 1995 és 1997 között kapható volt 1,5 literes Peugeot dízelmotorral is.
1996 és 1997 között nehéz helyzetbe került az AvtoVAZ, a gyárat komolyan fenyegette a csőd, ezért innentől kezdve csak a közelebbi országokba exportált Samarákat. A kocsi az 1997-es modellévet követően eltűnt a kanadai piacról, innentől kezdve a Niva maradt az egyetlen, Kanadában is kapható Lada modell. Ekkoriban szűnt meg az export Ausztrália és az Egyesült Királyság felé is. Az egyik legnagyobb problémát az jelentette, hogy a General Motors nem volt hajlandó nagy tételben injektorokat eladni a nehéz helyzetben lévő AvtoVAZ-nak, mivel attól tartottak, hogy nem fogják tudni kifizetni az alkatrészeket, pedig ezeknek a beszerelése rendkívül fontos lett volna az egyes országokban érvényben lévő szigorú károsanyag-kibocsátási szabályok miatt. Az alkatrészhiány, pénzügyi nehézségek és az Oroszországban az 1990-es évek közepén uralkodó fejetlenség és bizonytalanság miatt a jobbkormányos változatok gyártása kivitelezhetetlenné vált és az export néhány közeli országra korlátozódott.
A helyzeten úgy próbált meg javítani a gyár, hogy piacra dobott egy minőségibb változatot Európában EuroSamara és Samara Baltic néven, amit Finnországban, Uusikaupunkiban szereltek össze. A gyártás 1996 nyarán kezdődött és 1998 júliusában ért véget, ezalatt 14 ezer autó készült el, a felhasznált alkatrészeknek csak a 85%-a volt orosz eredetű.

### Nagy-Britannia

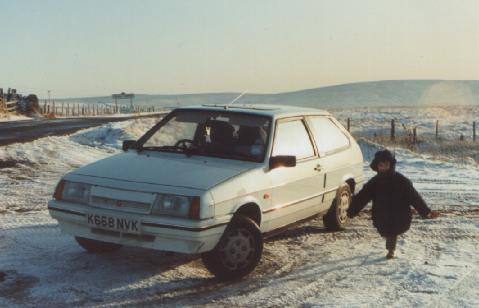
Samara 1500 az Egyesült Királyságban

Az Egyesült Királyságnak csaknem három évet kellett várnia a Samarára a Szovjetunióban való 1984-es megjelenéséhez képest. Az első modellek végül 1987 novemberében kerültek a kereskedésekbe, a kocsi fogadtatása kedvező volt, ahogy a kezdeti eladási mutatók is. A Samara komoly változást jelentett a korábbi Ladákhoz képest, hiszen akkori szemmel nézve modern, ferde hátú karosszériával készült, elsőkerék-meghajtású volt és bővebb volt a motorválasztéka is, mint elődeinek. Az olcsó műanyagokból készülő belsőtér, az átlagon aluli összeszerelési minőség és a gyenge menetteljesítmény azonban csalódást okozott azoknak, akik arra számítottak, hogy a Samara képes lesz felvenni a versenyt a nyugati gyártók autóival. A Lada az új modell tehát ismét inkább a szerényebb anyagi helyzetben lévő vásárlók számára volt ideális, de ők többnyire kitartottak a "kocka-Ladák" mellett. Az autó egészen 1997. július 4-ig maradt a brit piacon, ezt követően az AvtoVAZ több ország felé beszüntette az exportot.
A Samara ára magasabb volt a korábbi Lada modellekhez képest és bizonyos szempontok szerint jobb is lett, mint elődei, mégsem érte el a célját, azaz nem tudta felvenni a versenyt a nevesebb gyártók modelljeivel a brit piacon. Az autó Egyesült Királyságbeli megjelenése idején két fő kategóriába lehetett sorolni a családi kisautókat a vásárlóközönség autóvásárlási szokásai szerint. Az átlagos vásárlók többnyire a harmadik generációs Volkswagen Golfot, a Vauxhall Astrát és a Ford Escortot választották, míg a gazdaságos megoldást keresők a kelet-európai és a távol-keleti gyártók, így például a Škoda, az FSO, a Hyundai és a Proton modelljeit választották. A Samara egyértelműen az utóbbi kategóriába tartozott. Kemény vetélytárs volt a számára a piacon a kelendőbb Škoda Favorit, a Hyundai Pony és a Proton Saga. Később a Daewoo, a Hyundai, a Kia és a Proton még újabb modellekkel állt elő, amivel a Samara eladásai drasztikusan visszaestek. A J. D. Power piackutató cég felmérései szerint az előbb felsorolt kocsik közül 1996-ban és 1997-ben is a Lada Samara volt a legkevésbé keresett a vásárlók köreiben. A Top Gear 1996-os és 1997-es felmérései alapján a brit lakosság a Samarát tartotta a legrosszabb vezetési és egyéb élményt nyújtó kocsinak. Azokban az országokban, ahol a strapabíróság fontosabb szempont volt, így például Kanadában, Finnországban és Ausztráliában, sikeresebb eladási adatokat produkált az autó.

#### Modellváltozatok
A Samara eredetileg 1,3 literes motorral került a brit piacra és három- valamint ötajtós ferde hátú karosszériával volt kapható. Az 1,5 literes motorral szerelt változat 1988 októberében jelent meg. A metálfényezés 1989 novemberében, az 1.5 SLX jelzésű modellváltozat megjelenésével vált elérhető extrává. 1990 júliusában az Egyesült Királyságba is megérkezett a legkisebb, 1,1 literes motorú Samara, majd 1991 áprilisában piacra került az autó modellfrissítésen átesett változata, mely új, a korábbiaktól eltérő felszereltségi szintekben volt kapható. Tizenöt hónappal később jelent meg a VAZ-21099 kódnevű szedán verzió. Utóbbi 1994 júliusától 1.5 "Juno" névre hallgató sportváltozatban is elérhetővé vált, könnyűfém felnikkel, meglehetősen rosszul illesztett sportos küszöbökkel és hátsó légterelő szárnnyal. 1996 augusztusában a Samara 1,3 literes és 1,5 literes üzemanyag-befecskendezéses motorral is megvásárolhatóvá vált.

### Ausztrália
A Samara 1989-ben került az ausztrál piacra, kezdetben háromajtós ferde hátú és kabrió karosszériával volt kapható. Egy évvel később ezeket leváltotta az ötajtós ferde hátú, melyet Lada Cevaro néven árultak. 1994-ben visszatért a háromajtós változat, Lada Volante néven és ekkor került piacra a négyajtós szedán is, Lada Sable-ként. Az Ausztráliába történő exportálás 1996-ban szűnt meg.

## Lada Samara 2

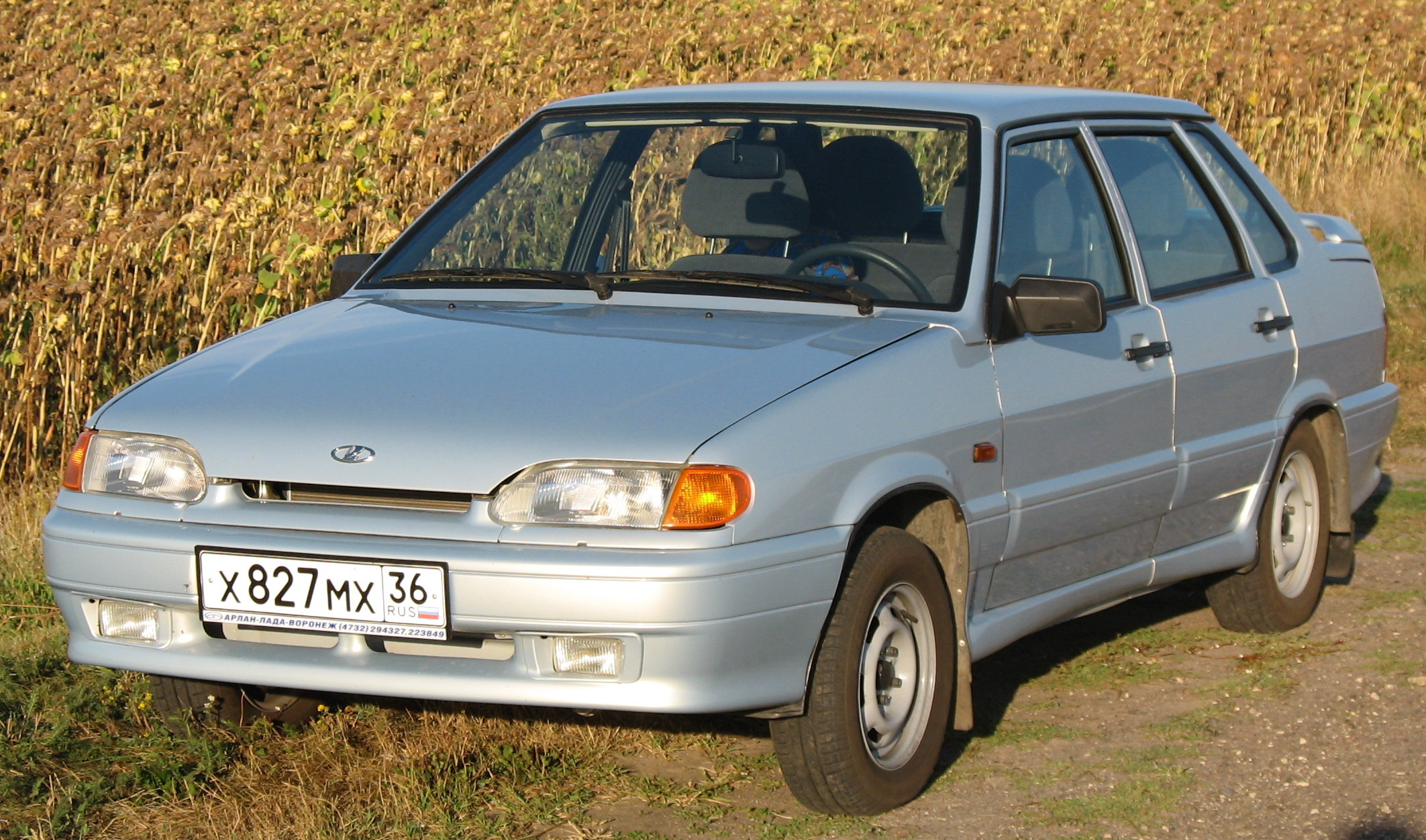
VAZ–2115 (Lada Samara 2 szedán)

1997 után a Samarát már többnyire csak Oroszországban árulták és még néhány olyan országban, ahol kevésbé voltak szigorúak a károsanyag-kibocsátásra vonatkozó szabályok. Szintén 1997-ben kezdődött meg az új változat, a Samara 2 (VAZ-2115) kis példányszámú gyártása az AvtoVAZ különleges járművekre szakosodott részlegén. Ez egy négyajtós szedán volt, mely az első generációs Samarákhoz képest némi modernizáción esett át külsőleg és belsőleg is. A kocsiba 1,5 literes injektoros motor és az elődjéhez képest jobb sebességváltó került. A fékek és a belsőtér szintén fejlődésen mentek keresztül a Lada 110 (VAZ-2110) alkatrészeinek köszönhetően. A valódi sorozatgyártás 2000-ben indult be a Togliattiban található gyár fő részlegén. 2002-ben az ötajtós (VAZ-2114), 2004 szeptemberében pedig a háromajtós (VAZ-2113) ferde hátú gyártása is megkezdődött. Utóbbi modell gyártását nem tervezte az AvtoVAZ, csak a kereskedők által mutatott komoly érdeklődés hatásra kezdtek hozzá. Togliattiban 2004-ben 20 év után befejeződött az első generációs Samarák gyártása. A VAZ-2109-es és 21099-es összeszerelés Ukrajnában, a Zaporizzsjai Autógyárban folytatódott, majd 2007 májusában Kazahsztánban, az Asia Autónál is megkezdődött a gyártása.
2007 januárjában megjelent a Samara 2 felújított változata, melybe a Lada 110-ből megismert VAZ-11183-20 kódnevű 1,6 literes motor került. Bár a Lada 110 és a Lada Priora is népszerű modellek voltak Oroszországban, továbbra is a Samara mellett szólt kedvező ára és az iránta mutatott folyamatos kereslet. A Samara 2 szedán változatának gyártása 2012 decemberében fejeződött be, míg a ferde hátú verziókat a 2013-as év végéig gyártották.

## Műszaki adatok
- Felszereltségi szintek: Az autó sokféle különböző felszereltségben is kapható volt, mivel a különböző felszereltségi szinteket nem a gyár, hanem a kereskedők határozták meg.

### Motorok
- Motorkódok: VAZ-21081, VAZ-2108, VAZ-21083, VAZ-21084, VAZ-425 (Wankel-motor)
- Vezérműtengely elhelyezkedése: OHC (felül vezérelt, felül szelepelt)
- Hengerűrtartalom (cm³): 1100, 1288, 1500, 1568, 2x654 (Wankel-motor)
- Furat (mm): 76,0; 76,0; 82,0; 82,0
- Löket (mm): 60,0; 71,0; 71,0; 74,2
- Sűrítési arány: 9,0:1; 9,8:1; 9,8:1; 9,8:1
- Teljesítmény: 53 lóerő (40 kW) 5600-as fordulatszámon, 67 lóerő (50 kW) 4800-as fordulatszámon, 71 lóerő (53 kW) 4800-as fordulatszámon, 90 lóerő (67 kW) 4800-as fordulatszámon, 140 lóerő (104 kW) 6000-es fordulatszámon (Wankel-motor)
- Üzemanyag-ellátó rendszer: Kéttorkú karburátor vagy többpontos, elektronikus üzemanyag-befecskendezés
- Ajánlott üzemanyag: Ólmozatlan, 87-es oktánszámú benzin

### Hajtáslánc
- Meghajtás: Orrmotoros, elsőkerék-meghajtású
- Sebességváltó: Négy- vagy ötsebességes manuális sebességváltó. Eleinte csak négysebességes válóval készült az autó

### Karosszéria
- "Klasszikus" Samara:
  - Háromajtós ferde hátú (VAZ-2108)
  - Ötajtós ferde hátú (VAZ-2109)
  - Négyajtós szedán (VAZ-21099)
- Samara 2:
  - Háromajtós ferde hátú (VAZ-2113)
  - Ötajtós ferde hátú (VAZ-2114)
  - Négyajtós szedán (VAZ-2115)

### Felfüggesztés, fékek és kerekek
- Első felfüggesztés: MacPherson rugóstag tekercsrugókkal
- Hátsó felfüggesztés: Hosszanti lengőkarok és kereszttartó, tekercsrugókkal
- Kormánymű: Fogasléces
- Fék típusa: Szervo rásegítéses
- Első fékek: Tárcsafék
- Hátsó fékek: Dobfék
- Kerékméret: 13 col
- Ajánlott gumiabroncs: Négyévszakos, acélöves radiál gumiabroncs
- Gumiabroncsméret: 165/70x13